# Sommer-Paralympics 2008/Teilnehmer (Jordanien)
| stlisierte Goldmedaille | stlisierte Silbermedaille | stlisierte Bronzemedaille |
| ----------------------- | ------------------------- | ------------------------- |
| —                       | 2                         | 2                         |

Jordanien trat mit zwölf Sportlern bei den Sommer-Paralympics 2008 im chinesischen Peking an. Fahnenträger bei der Eröffnungsfeier war der Leichtathlet Jamil El-Shebli. Er erreichte, neben dem Powerlifter Omar Qarada, als größten Erfolg der Mannschaft eine Silbermedaille.

## Teilnehmer nach Sportarten

### Leichtathletik
Frauen
- Tharwh Al Hajaj

Männer
- Amer Alabbadi
- Jamil El-Shebli, 1×  (Kugelstoßen, Klasse F57/58)
- Omar Hamadin
- Mohammad Yaseen

### Powerlifting (Bankdrücken)
Frauen
- Fatama Allawi

Männer
- Mu'taz Aljuneidi, 1×  (Klasse bis 75 kg)
- Faisal Hammash
- Omar Qarada, 1×  (Klasse bis 48 kg)

### Tischtennis
Frauen
- Khetam Abuawad *
- Fatmeh Al-Azzam *
- Maha Bargouthi *

|* Mannschaftswettbewerb
| Frauen Klasse 4/5 (Bronze )                         |
| --------------------------------------------------- |
| - Khetam Abuawad - Fatmeh Al-Azzam - Maha Bargouthi |